# Турнир Рио — Сан-Паулу 1965
Девятнадцатый розыгрыш турнира Рио — Сан-Паулу был проведён в 1965 году. Участниками стали десять команд, по пять от штатов Сан-Паулу и Рио-де-Жанейро. Формат розыгрыша был изменён, приблизившись к турнирам 1961 и 1962 годов. Команды составили две группы, разделяясь по территориальному признаку. Клуб, набравших в любой из групп максимальное количество очков, выходил в финал первенства, а по две команды, набравшие наименьшее количество очков в своих группах, выбывали из дальнейшего розыгрыша. Оставшиеся восемь команд создали новую группу, в которой каждая проводила по одной встрече со всеми соперниками. Победитель этого этапа должен был сойтись в финале с сильнейшей командой первого этапа, однако в обоих этапах победил «Палмейрас», ставший победителем турнира.

## Игры первого этапа
| Дата            | Команда 1           | Счёт | Команда 2           |
| --------------- | ------------------- | ---- | ------------------- |
| 14 февраля 1965 | Коринтианс          | 3:1  | Васко да Гама       |
| 17 февраля 1965 | Сан-Паулу           | 3:0  | Португеза Деспортос |
| 20 февраля 1965 | Васко да Гама       | 2:1  | Флуминенсе          |
| 21 февраля 1965 | Сан-Паулу           | 0:2  | Фламенго            |
| 24 февраля 1965 | Коринтианс          | 2:2  | Палмейрас           |
| 27 февраля 1965 | Палмейрас           | 2:0  | Сан-Паулу           |
| 6 марта 1965    | Фламенго            | 3:1  | Америка (Рио)       |
| 7 марта 1965    | Васко да Гама       | 1:4  | Палмейрас           |
| 7 марта 1965    | Коринтианс          | 2:2  | Сан-Паулу           |
| 10 марта 1965   | Ботафого            | 4:2  | Америка (Рио)       |
| 10 марта 1965   | Сантос              | 4:1  | Португеза Деспортос |
| 13 марта 1965   | Сантос              | 1:1  | Фламенго            |
| 13 марта 1965   | Флуминенсе          | 2:1  | Коринтианс          |
| 14 марта 1965   | Ботафого            | 2:1  | Сан-Паулу           |
| 14 марта 1965   | Палмейрас           | 3:2  | Америка (Рио)       |
| 17 марта 1965   | Фламенго            | 1:0  | Флуминенсе          |
| 18 марта 1965   | Америка (Рио)       | 0:1  | Португеза Деспортос |
| 20 марта 1965   | Сан-Паулу           | 3:0  | Флуминенсе          |
| 20 марта 1965   | Фламенго            | 4:2  | Коринтианс          |
| 21 марта 1965   | Португеза Деспортос | 0:2  | Ботафого            |
| 24 марта 1965   | Васко да Гама       | 4:2  | Ботафого            |
| 24 марта 1965   | Палмейрас           | 1:1  | Португеза Деспортос |
| 27 марта 1965   | Флуминенсе          | 1:1  | Америка (Рио)       |
| 27 марта 1965   | Сан-Паулу           | 3:1  | Сантос              |
| 28 марта 1965   | Фламенго            | 0:2  | Португеза Деспортос |
| 28 марта 1965   | Коринтианс          | 1:1  | Ботафого            |
| 31 марта 1965   | Ботафого            | 3:0  | Флуминенсе          |
| 31 марта 1965   | Палмейрас           | 7:1  | Сантос              |
| 3 апреля 1965   | Сан-Паулу           | 2:2  | Америка (Рио)       |
| 3 апреля 1965   | Фламенго            | 1:4  | Палмейрас           |
| 4 апреля 1965   | Васко да Гама       | 3:0  | Сантос              |
| 4 апреля 1965   | Коринтианс          | 1:1  | Португеза Деспортос |
| 7 апреля 1965   | Васко да Гама       | 2:1  | Сан-Паулу           |
| 7 апреля 1965   | Португеза Деспортос | 2:2  | Флуминенсе          |
| 8 апреля 1965   | Америка (Рио)       | 0:2  | Коринтианс          |
| 10 апреля 1965  | Палмейрас           | 3:2  | Флуминенсе          |
| 10 апреля 1965  | Васко да Гама       | 0:0  | Фламенго            |
| 11 апреля 1965  | Ботафого            | 3:2  | Сантос              |
| 14 апреля 1965  | Васко да Гама       | 4:0  | Америка (Рио)       |
| 15 апреля 1965  | Коринтианс          | 4:4  | Сантос              |
| 17 апреля 1965  | Ботафого            | 1:1  | Фламенго            |
| 17 апреля 1965  | Португеза Деспортос | 1:0  | Васко да Гама       |
| 18 апреля 1965  | Флуминенсе          | 2:5  | Сантос              |
| 21 апреля 1965  | Ботафого            | 3:5  | Палмейрас           |
| 21 апреля 1965  | Сантос              | 2:0  | Америка (Рио)       |

## Турнирная таблица группа А
| Таблица группы «А» Турнира Рио — Сан-Паулу 1965 | Таблица группы «А» Турнира Рио — Сан-Паулу 1965 | Таблица группы «А» Турнира Рио — Сан-Паулу 1965 | Таблица группы «А» Турнира Рио — Сан-Паулу 1965 | Таблица группы «А» Турнира Рио — Сан-Паулу 1965 | Таблица группы «А» Турнира Рио — Сан-Паулу 1965 | Таблица группы «А» Турнира Рио — Сан-Паулу 1965 | Таблица группы «А» Турнира Рио — Сан-Паулу 1965 | Таблица группы «А» Турнира Рио — Сан-Паулу 1965 | Таблица группы «А» Турнира Рио — Сан-Паулу 1965 |
| Позиция                                         | Команда                                         | Матчи                                           | Победы                                          | Ничьи                                           | Поражения                                       | Забито                                          | Пропущено                                       | Разница голов                                   | Очки                                            |
| ----------------------------------------------- | ----------------------------------------------- | ----------------------------------------------- | ----------------------------------------------- | ----------------------------------------------- | ----------------------------------------------- | ----------------------------------------------- | ----------------------------------------------- | ----------------------------------------------- | ----------------------------------------------- |
| 1                                               | Палмейрас                                       | 9                                               | 7                                               | 2                                               | 0                                               | 31                                              | 13                                              | +19                                             | 16                                              |
| 2                                               | Коринтианс                                      | 9                                               | 2                                               | 5                                               | 2                                               | 18                                              | 17                                              | +1                                              | 9                                               |
| 2                                               | Португеза Деспортос                             | 9                                               | 3                                               | 3                                               | 3                                               | 9                                               | 13                                              | -4                                              | 9                                               |
| 4                                               | Сан-Паулу                                       | 9                                               | 3                                               | 2                                               | 4                                               | 15                                              | 13                                              | +2                                              | 8                                               |
| 4                                               | Сантос                                          | 9                                               | 3                                               | 2                                               | 4                                               | 20                                              | 24                                              | -4                                              | 8                                               |

## Турнирная таблица группа B
| Таблица группы «B» Турнира Рио — Сан-Паулу 1965 | Таблица группы «B» Турнира Рио — Сан-Паулу 1965 | Таблица группы «B» Турнира Рио — Сан-Паулу 1965 | Таблица группы «B» Турнира Рио — Сан-Паулу 1965 | Таблица группы «B» Турнира Рио — Сан-Паулу 1965 | Таблица группы «B» Турнира Рио — Сан-Паулу 1965 | Таблица группы «B» Турнира Рио — Сан-Паулу 1965 | Таблица группы «B» Турнира Рио — Сан-Паулу 1965 | Таблица группы «B» Турнира Рио — Сан-Паулу 1965 | Таблица группы «B» Турнира Рио — Сан-Паулу 1965 |
| Позиция                                         | Команда                                         | Матчи                                           | Победы                                          | Ничьи                                           | Поражения                                       | Забито                                          | Пропущено                                       | Разница голов                                   | Очки                                            |
| ----------------------------------------------- | ----------------------------------------------- | ----------------------------------------------- | ----------------------------------------------- | ----------------------------------------------- | ----------------------------------------------- | ----------------------------------------------- | ----------------------------------------------- | ----------------------------------------------- | ----------------------------------------------- |
| 1                                               | Ботафого                                        | 9                                               | 5                                               | 2                                               | 2                                               | 21                                              | 16                                              | +5                                              | 12                                              |
| 2                                               | Васко да Гама                                   | 9                                               | 5                                               | 1                                               | 3                                               | 17                                              | 12                                              | +5                                              | 11                                              |
| 2                                               | Фламенго                                        | 9                                               | 4                                               | 3                                               | 2                                               | 13                                              | 11                                              | +2                                              | 11                                              |
| 4                                               | Флуминенсе                                      | 9                                               | 1                                               | 2                                               | 6                                               | 10                                              | 21                                              | -11                                             | 4                                               |
| 5                                               | Америка (Рио)                                   | 9                                               | 0                                               | 2                                               | 7                                               | 8                                               | 22                                              | -14                                             | 2                                               |

## Игры второго этапа
| Дата           | Команда 1           | Счёт | Команда 2           |
| -------------- | ------------------- | ---- | ------------------- |
| 24 апреля 1965 | Васко да Гама       | 1:1  | Флуминенсе          |
| 24 апреля 1965 | Сан-Паулу           | 2:1  | Коринтианс          |
| 25 апреля 1965 | Ботафого            | 2:2  | Португеза Деспортос |
| 25 апреля 1965 | Палмейрас           | 1:2  | Фламенго            |
| 28 апреля 1965 | Фламенго            | 0:0  | Флуминенсе          |
| 28 апреля 1965 | Сан-Паулу           | 4:2  | Португеза Деспортос |
| 1 мая 1965     | Фламенго            | 3:2  | Сан-Паулу           |
| 1 мая 1965     | Португеза Деспортос | 2:1  | Флуминенсе          |
| 2 мая 1965     | Васко да Гама       | 2:3  | Палмейрас           |
| 2 мая 1965     | Коринтианс          | 2:0  | Ботафого            |
| 5 мая 1965     | Васко да Гама       | 1:0  | Фламенго            |
| 5 мая 1965     | Палмейрас           | 1:0  | Коринтианс          |
| 8 мая 1965     | Ботафого            | 1:0  | Фламенго            |
| 8 мая 1965     | Палмейрас           | 2:2  | Португеза Деспортос |
| 9 мая 1965     | Флуминенсе          | 3:0  | Коринтианс          |
| 9 мая 1965     | Сан-Паулу           | 4:1  | Васко да Гама       |
| 12 мая 1965    | Флуминенсе          | 7:2  | Ботафого            |
| 15 мая 1965    | Коринтианс          | 5:1  | Фламенго            |
| 15 мая 1965    | Ботафого            | 5:0  | Сан-Паулу           |
| 16 мая 1965    | Флуминенсе          | 1:3  | Палмейрас           |
| 16 мая 1965    | Португеза Деспортос | 1:0  | Васко да Гама       |
| 18 мая 1965    | Коринтианс          | 2:2  | Португеза Деспортос |
| 19 мая 1965    | Палмейрас           | 5:0  | Сан-Паулу           |
| 20 мая 1965    | Васко да Гама       | 1:0  | Ботафого            |
| 22 мая 1965    | Сан-Паулу           | 5:3  | Флуминенсе          |
| 22 мая 1965    | Фламенго            | 0:0  | Португеза Деспортос |
| 22 мая 1965    | Васко да Гама       | 1:1  | Коринтианс          |
| 22 мая 1965    | Палмейрас           | 3:0  | Ботафого            |

## Турнирная таблица второго этапа
| Турнирная таблица второго этапа Турнира Рио — Сан-Паулу 1965 | Турнирная таблица второго этапа Турнира Рио — Сан-Паулу 1965 | Турнирная таблица второго этапа Турнира Рио — Сан-Паулу 1965 | Турнирная таблица второго этапа Турнира Рио — Сан-Паулу 1965 | Турнирная таблица второго этапа Турнира Рио — Сан-Паулу 1965 | Турнирная таблица второго этапа Турнира Рио — Сан-Паулу 1965 | Турнирная таблица второго этапа Турнира Рио — Сан-Паулу 1965 | Турнирная таблица второго этапа Турнира Рио — Сан-Паулу 1965 | Турнирная таблица второго этапа Турнира Рио — Сан-Паулу 1965 | Турнирная таблица второго этапа Турнира Рио — Сан-Паулу 1965 |
| Позиция                                                      | Команда                                                      | Матчи                                                        | Победы                                                       | Ничьи                                                        | Поражения                                                    | Забито                                                       | Пропущено                                                    | Разница голов                                                | Очки                                                         |
| ------------------------------------------------------------ | ------------------------------------------------------------ | ------------------------------------------------------------ | ------------------------------------------------------------ | ------------------------------------------------------------ | ------------------------------------------------------------ | ------------------------------------------------------------ | ------------------------------------------------------------ | ------------------------------------------------------------ | ------------------------------------------------------------ |
| 1                                                            | Палмейрас                                                    | 7                                                            | 5                                                            | 1                                                            | 1                                                            | 18                                                           | 7                                                            | +11                                                          | 11                                                           |
| 2                                                            | Португеза Деспортос                                          | 7                                                            | 2                                                            | 4                                                            | 1                                                            | 11                                                           | 11                                                           | 0                                                            | 8                                                            |
| 2                                                            | Сан-Паулу                                                    | 7                                                            | 4                                                            | 0                                                            | 3                                                            | 17                                                           | 20                                                           | -3                                                           | 8                                                            |
| 4                                                            | Флуминенсе                                                   | 7                                                            | 2                                                            | 2                                                            | 3                                                            | 16                                                           | 13                                                           | +3                                                           | 6                                                            |
| 4                                                            | Коринтианс                                                   | 7                                                            | 2                                                            | 2                                                            | 3                                                            | 11                                                           | 10                                                           | +1                                                           | 6                                                            |
| 4                                                            | Васко да Гама                                                | 7                                                            | 2                                                            | 2                                                            | 3                                                            | 7                                                            | 10                                                           | -3                                                           | 6                                                            |
| 4                                                            | Фламенго                                                     | 7                                                            | 2                                                            | 2                                                            | 3                                                            | 6                                                            | 10                                                           | -4                                                           | 6                                                            |
| 8                                                            | Ботафого                                                     | 3                                                            | 2                                                            | 1                                                            | 4                                                            | 10                                                           | 15                                                           | -5                                                           | 5                                                            |

## Турнирная таблица обоих этапов
| Турнирная таблица обоих этапов Турнира Рио — Сан-Паулу 1965 | Турнирная таблица обоих этапов Турнира Рио — Сан-Паулу 1965 | Турнирная таблица обоих этапов Турнира Рио — Сан-Паулу 1965 | Турнирная таблица обоих этапов Турнира Рио — Сан-Паулу 1965 | Турнирная таблица обоих этапов Турнира Рио — Сан-Паулу 1965 | Турнирная таблица обоих этапов Турнира Рио — Сан-Паулу 1965 | Турнирная таблица обоих этапов Турнира Рио — Сан-Паулу 1965 | Турнирная таблица обоих этапов Турнира Рио — Сан-Паулу 1965 | Турнирная таблица обоих этапов Турнира Рио — Сан-Паулу 1965 | Турнирная таблица обоих этапов Турнира Рио — Сан-Паулу 1965 |
| Позиция                                                     | Команда                                                     | Матчи                                                       | Победы                                                      | Ничьи                                                       | Поражения                                                   | Забито                                                      | Пропущено                                                   | Разница голов                                               | Очки                                                        |
| ----------------------------------------------------------- | ----------------------------------------------------------- | ----------------------------------------------------------- | ----------------------------------------------------------- | ----------------------------------------------------------- | ----------------------------------------------------------- | ----------------------------------------------------------- | ----------------------------------------------------------- | ----------------------------------------------------------- | ----------------------------------------------------------- |
| 1                                                           | Палмейрас                                                   | 16                                                          | 12                                                          | 3                                                           | 1                                                           | 49                                                          | 20                                                          | +29                                                         | 27                                                          |
| 2                                                           | Васко да Гама                                               | 16                                                          | 7                                                           | 3                                                           | 6                                                           | 24                                                          | 22                                                          | +2                                                          | 17                                                          |
| 2                                                           | Ботафого                                                    | 16                                                          | 7                                                           | 3                                                           | 6                                                           | 31                                                          | 31                                                          | 0                                                           | 17                                                          |
| 2                                                           | Фламенго                                                    | 16                                                          | 6                                                           | 5                                                           | 5                                                           | 19                                                          | 21                                                          | -2                                                          | 17                                                          |
| 2                                                           | Португеза Деспортос                                         | 16                                                          | 5                                                           | 7                                                           | 4                                                           | 20                                                          | 14                                                          | -4                                                          | 17                                                          |
| 6                                                           | Сан-Паулу                                                   | 16                                                          | 7                                                           | 2                                                           | 7                                                           | 32                                                          | 33                                                          | -1                                                          | 16                                                          |
| 7                                                           | Коринтианс                                                  | 16                                                          | 4                                                           | 7                                                           | 5                                                           | 29                                                          | 27                                                          | +2                                                          | 15                                                          |
| 8                                                           | Флуминенсе                                                  | 16                                                          | 3                                                           | 4                                                           | 9                                                           | 26                                                          | 34                                                          | -8                                                          | 10                                                          |
| 9                                                           | Сантос                                                      | 9                                                           | 3                                                           | 2                                                           | 4                                                           | 20                                                          | 24                                                          | -4                                                          | 8                                                           |
| 10                                                          | Америка (Рио)                                               | 9                                                           | 0                                                           | 2                                                           | 7                                                           | 8                                                           | 22                                                          | -14                                                         | 2                                                           |

## Лучшие бомбардиры
| Место | Игрок               | Клуб                | Голы |
| ----- | ------------------- | ------------------- | ---- |
| 1     | Адемар Пантера      | Палмейрас           | 14   |
| 1     | Флавио Минуано      | Коринтианс          | 14   |
| 3     | Адемар Бьянкини     | Ботафого            | 10   |
| 3     | Сервилио            | Палмейрас           | 10   |
| 5     | Марио Тилико        | Васко да Гама       | 9    |
| 5     | Тупанзиньо          | Палмейрас           | 9    |
| 7     | Риналдо             | Палмейрас           | 8    |
| 7     | Роберто Диас        | Сан-Паулу           | 8    |
| 7     | Антонио Прадо       | Сан-Паулу           | 8    |
| 10    | Антунес             | Флуминенсе          | 7    |
| 11    | Селио Тавейра       | Васко да Гама       | 6    |
| 11    | Эвалдо Круз         | Флуминенсе          | 6    |
| 11    | Жаирзиньо           | Ботафого            | 6    |
| 14    | Эмануэле Дел Веккио | Сан-Паулу           | 5    |
| 14    | Фефеу               | Фламенго            | 5    |
| 14    | Жерсон              | Ботафого            | 5    |
| 14    | Иваир               | Португеза Деспортос | 5    |
| 14    | Пеле                | Сантос              | 5    |